# USS Emery (DE-28)
USS Emery (DE-28) là một tàu hộ tống khu trục lớp Evarts được Hải quân Hoa Kỳ chế tạo trong Chiến tranh Thế giới thứ hai. Nó là chiếc tàu chiến duy nhất của Hải quân Mỹ được đặt theo tên Thiếu úy Hải quân Jack Mandeville Emery (1916-1941), phục vụ trên thiết giáp hạm USS Arizona (BB-39) và đã tử trận trong vụ tấn công Trân Châu Cảng vào ngày 7 tháng 12, 1941. Nó đã phục vụ cho đến khi chiến tranh kết thúc, xuất biên chế vào ngày 15 tháng 11, 1945 và xóa đăng bạ vào ngày 28 tháng 11, 1945. Con tàu bị bán để tháo dỡ vào ngày 27 tháng 7, 1947. Emery được tặng thưởng ba Ngôi sao Chiến trận do thành tích phục vụ trong Thế Chiến II.

## Thiết kế và chế tạo
Những chiếc thuộc lớp tàu khu trục Evarts có chiều dài chung 289 ft 5 in (88,21 m), mạn tàu rộng 35 ft 1 in (10,69 m) và độ sâu mớn nước khi đầy tải là 8 ft 3 in (2,51 m). Chúng có trọng lượng choán nước tiêu chuẩn 1.140 tấn Anh (1.160 t); và lên đến 1.430 tấn Anh (1.450 t) khi đầy tải. Hệ thống động lực bao gồm bốn động cơ diesel General Motors Kiểu 16-278A nối với bốn máy phát điện để vận hành hai trục chân vịt; công suất 6.000 hp (4.500 kW) cho phép đạt được tốc độ tối đa 21 kn (24 mph; 39 km/h), và có dự trữ hành trình 4.150 nmi (4.780 mi; 7.690 km) khi di chuyển ở vận tốc đường trường 12 kn (14 mph; 22 km/h).
Vũ khí trang bị bao gồm ba pháo 3 in (76 mm)/50 cal trên tháp pháo nòng đơn có thể đối hạm hoặc phòng không, một khẩu đội 1,1 inch/75 caliber bốn nòng và chín pháo phòng không Oerlikon 20 mm. Vũ khí chống ngầm bao gồm một dàn súng cối chống tàu ngầm Hedgehog Mk. 10 (có 24 nòng và mang theo 144 quả đạn); hai đường ray Mk. 9 và tám máy phóng K3 Mk. 6 để thả mìn sâu.
Emery được đặt lườn như là chiếc BDE-28 tại Xưởng hải quân Mare Island, ở Vallejo, California vào ngày 29 tháng 10, 1942. Nó được hạ thủy vào ngày 17 tháng 4, 1943; được đỡ đầu bởi cô Edna K. McDonald. Tuy nhiên Hải quân Hoa Kỳ quyết định giữ lại con tàu, đổi tên thành Eisner vào ngày 14 tháng 6, 1943 rồi lại đổi tên thành Emery vào ngày 14 tháng 7, 1943. Nó nhập biên chế cùng Hải quân Hoa Kỳ vào ngày 14 tháng 8, 1943 dưới quyền chỉ huy của Hạm trưởng, Thiếu tá Hải quân R. G. Coburn.

## Lịch sử hoạt động
Emery khởi hành từ Trân Châu Cảng vào ngày 1 tháng 11, 1943 để hướng đến Funafuti thuộc quần đảo Ellice, nơi nó làm nhiệm vụ hộ tống vận tải tại chỗ nhằm chuẩn bị cho chiến dịch tấn công chiếm đóng quần đảo Gilbert; nó chủ yếu hộ tống các tàu chở dầu phục vụ cho các đội đặc nhiệm và bảo vệ các tàu chiến chủ lực. Nó quay trở về Trân Châu Cảng vào ngày 16 tháng 12 để huấn luyện, rồi lại lên đường vào ngày 16 tháng 1, 1944 tiếp tục hộ tống các tàu chở dầu phục vụ cho chiến dịch tiếp theo nhằm chiếm đóng quần đảo Marshall. Sau đó nó hộ tống các đoàn tàu đi lại giữa Majuro và Funafuti cho đến ngày 9 tháng 3.
Từ tháng 3 đến tháng 9, 1944, Emery hoạt động từ vịnh Purvis tại đảo Florida thuộc quần đảo Solomon, hộ tống các tàu chiến, tàu phụ trợ và tàu buôn đi đến Emirau, đảo Green, đảo Bougainville cùng các cảng khác tại khu vực Tây Nam Thái Bình Dương. Nó đi đến đảo Manus vào ngày 27 tháng 9, và sau khi hộ tống một đoàn tàu vận tải nhỏ đi đến quần đảo Russell, đã tiếp tục đi đến Peleliu để tuần tra chống tàu ngầm và một chuyến hộ tống đến Ulithi. Nó quay trở lại Ulithi cho một đợt đại tu ngắn trong tháng 11, rồi quay ngược trở lại khu vực Marshall và quần đảo Mariana để hộ tống vận tải. Đi đến Eniwetok vào ngày 4 tháng 3, 1945, nơi đây trở thành căn cứ hoạt động của nó cho đến tháng 7, khi nó hộ tống các đoàn tàu đi đến Guam, Saipan, Ulithi, Iwo Jima và Kwajalein.
Emery quay trở về San Francisco, California vào ngày 5 tháng 7, 1945. Nó được cho xuất biên chế vào ngày 15 tháng 11, 1945 và bị bán để tháo dỡ vào ngày 21 tháng 7, 1947.

## Phần thưởng[2]
|  |                                                       |  |
|  | Bronze star · Bronze star · Bronze star · Bronze star |  |

| Dãi băng Hoạt động Tác chiến (truy tặng) |                                                                         |                                                                         |                                      |
| Huân chương Chiến dịch Hoa Kỳ            | Huân chương Chiến dịch Châu Á-Thái Bình Dương với 4 Ngôi sao Chiến trận | Huân chương Chiến dịch Châu Á-Thái Bình Dương với 4 Ngôi sao Chiến trận | Huân chương Chiến thắng Thế Chiến II |